# Non ci resta che piangere
Non ci resta che piangere è un film del 1984 scritto, diretto e interpretato da Roberto Benigni e Massimo Troisi.

## Trama
Campagna toscana. Il bidello Mario e il maestro Saverio sono fermi a un passaggio a livello, in attesa che il treno passi. I due sono amici e si confidano a vicenda. Saverio tra l'altro è preoccupato per sua sorella Gabriella, caduta in depressione per il fallimento della sua relazione con un ragazzo statunitense. L'attesa si protrae e decidono di percorrere una stradina tra i campi. Dopo un po' restano in panne con l'auto in mezzo alla campagna. Si fa sera, piove. I due trovano alloggio in una locanda per la notte, in cui si notano già candele, penna e calamaio. Salgono nella stanza e vi trovano già un'altra persona che dorme.
La mattina dopo, appena svegli, vedono, divertiti, l'ospite Remigio urinare dalla finestra, ma le loro risa vengono subito troncate dal sibilo di una lancia che lo uccide. Mario e Saverio scorgono fuggir via delle persone in mantello nero a cavallo, si precipitano al piano terra e trovano altre persone, vestite in modo molto strano. Increduli, si fanno dire da un uomo dove si trovano e scoprono di trovarsi a Frittole, un immaginario borgo toscano, nel "millequattrocento, quasi millecinquecento". Ritenendolo dapprima un terribile scherzo, debbono poi rassegnarsi alla dura realtà di essere giunti nel passato e si fanno ospitare da Vitellozzo, il fratello dell'uomo ucciso, il quale racconta loro di una terribile faida con un tale Giuliano Del Capecchio, che sta sterminando la sua famiglia. Giunti nel borgo, conoscono Parisina, madre di Vitellozzo e del defunto Remigio e iniziano a lavorare nella loro bottega di macelleria.
Nel contesto rinascimentale del borgo accadono gli episodi più disparati. Saverio sembra subito a suo agio, mentre Mario non vuole saperne di ambientarsi. Ben presto, però, durante una funzione religiosa, Mario fa la conoscenza di Pia, fanciulla di una famiglia ricca, con la quale inizia a vedersi affacciandosi dal muro di cinta della casa di lei. Nel frattempo Vitellozzo viene arrestato e Saverio e Mario scrivono invano una lettera a Girolamo Savonarola per ottenere la sua liberazione.
Saverio non nasconde un certo fastidio per gli incontri tra Mario e la giovane Pia, continua a chiedere a Mario di domandare alla giovane se abbia una amica da presentargli e si lamenta del fatto che rimane sempre e solo lui a lavorare nella macelleria. Spinto dal suo ardore politico-intellettuale, convince il suo amico a mettersi in viaggio per la Spagna, onde raggiungere Cristoforo Colombo e dissuaderlo dal partire per le Indie e scoprire l'America, in modo che, nel futuro, sua sorella non possa incontrare il ragazzo statunitense che l'ha lasciata. In un luogo imprecisato i due si imbattono in una guerriera, Astriaha, che li intimidisce scagliando una freccia contro il loro carro.
A questo punto la storia si differenzia a seconda della versione, standard o estesa.

### Versione standard

I due protagonisti mentre cercano di insegnare a Leonardo da Vinci invenzioni e concetti contemporanei

In Francia, Mario e Saverio si imbattono in Leonardo da Vinci, e spinti da un irrefrenabile entusiasmo tentano di proporgli le conoscenze delle invenzioni attuali ma data la loro stessa ignoranza e la distanza dalle cognizioni del genio, partendo dal treno, il termometro, l'elettricità e il semaforo, i due poi debbono rassegnarsi a spiegargli il gioco della scopa.
In una taverna i due rincontrano Astriaha, la quale racconta loro che il suo compito era impedire l'arrivo in Spagna di qualunque straniero, per garantire la partenza delle navi di Colombo. A queste parole i due rimangono di stucco: "Colombo è già partito?!" e si precipitano in riva all'oceano senza scorgere neanche l'ombra delle caravelle.
I due tentano di tornare in Italia e con stupore vedono il fumo di una locomotiva. Convinti di essere tornati nel Novecento, scoprono a malincuore che il macchinista è Leonardo, il quale ha fatto tesoro dei loro insegnamenti e, vedendo il loro disappunto, li rassicura sui proventi dell'affare da dividere in parti uguali: «Per carità! Trentatré, trentatré e trentatré!».

### Versione estesa
Nel montaggio di questa versione, l'incontro con Leonardo viene anticipato per dar modo di svolgersi agli eventi che riguardano Astriaha.
La ragazza dice che per colpa loro non dorme e non mangia da tre giorni e intima loro di tornare dal loro capo, Alonso. Mario e Saverio non sanno chi sia questo Alonso e cercano di discolparsi. La ragazza sviene, Saverio la soccorre e subito se ne innamora. Rinvenuta, Astriaha obbliga i due a seguirla da suo padre. Saverio la corteggia continuamente, ma lei non sembra corrispondere, anzi. Una notte raggiunge Mario in una stalla e fanno l'amore. Saverio li vede e la mattina dopo, disperato, decide di vendicarsi. Mentre Mario si riposa vicino a un fiume, Saverio parla ad Astriaha e le confida che Mario è veramente un uomo di Alonso.
La donna, sdegnata, fugge. Mario si arrabbia, i due litigano, si picchiano, si rincorrono fino ad arrivare ad una spiaggia. Insieme chiamano il nome di Colombo a squarciagola, ma scoprono che le tre caravelle sono già partite. Sconsolato, Saverio rivela a Mario il vero motivo per cui voleva fermare il navigatore: "Fred, il fidanzato della mi' sorella, era americano, era uno della NATO di Pisa. Se io, per cinque minuti, riuscivo a fermare Colombo, quell'imbecille non nasceva e la mi' sorella stava bene".
Le due versioni si riallacciano nella scena della corsa sulla spiaggia. 
Nel web si racconta anche di una terza versione, secondo molti utenti sarebbe stata mandata in onda, con un finale simile al libro, ovvero i due protagonisti, Mario e Saverio, tornano nel 1900.

## Produzione
Il titolo del film deriva da una lettera di Francesco Petrarca indirizzata a Barbato da Sulmona:
(Francesco Petrarca Epistola ad Barbatum sulmonensem, 1, vv. 14-16)

### Riprese

Mario e Saverio passano la dogana

Benigni e l' amico Troisi hanno dichiarato, in un'intervista, che la celebre scena in cui passano la dogana è stata girata più e più volte perché non riuscivano a restare seri. Tra l’altro, a metà film, era stato girato talmente tanto materiale superfluo da dover cancellare alcuni episodi, come ad esempio la scena che avrebbe dovuto far indossare all'amico comune Marco Messeri i panni di Savonarola.
La scena in cui Benigni e Troisi scrivono a Girolamo Savonarola è un omaggio alla scena del film Totò, Peppino e la... malafemmina, nella quale i protagonisti scrivono una lettera sconclusionata alla fidanzata del nipote.
Durante le riprese nella campagna umbra, Benigni e Troisi fecero uno scherzo a Carlo Monni (Vitellozzo nel film), stuzzicandolo a pronunciare espressioni scurrili sulla madre di Amanda Sandrelli, Stefania, attrice allora in voga. Amanda, che per opera dei due aveva ascoltato tutto, andò nel camper di Monni e gli assestò uno schiaffo.

### Luoghi
Alcune scene del film sono state girate all'ospedale di Bracciano e presso la stazione di Capranica Scalo, dove si trova il famoso passaggio a livello. La famosa scena "della dogana" è stata girata a Paliano, all'interno della riserva naturale La Selva. Così anche la scena finale con la locomotiva del Gruppo 400 delle Ferrovie Mediterranea Calabro Lucane, che oggi giace su un tronchino arrugginendosi.
La scena dell'incontro con Leonardo Da Vinci è girata sulle rive del laghetto del Pellicone, presso Vulci, nella Maremma laziale, all'interno dell'omonima area archeologica etrusca. Il sentiero che porta al lago presenta un cartello con le foto di questo e altri film, testimoniando il luogo come set cinematografico. La scena della spiaggia è stata girata a Cala di Forno - comune di Magliano in Toscana - nel cuore del parco naturale della Maremma.

## Distribuzione
Del film vennero distribuite tre differenti versioni, una delle quali diverge per il finale: questa versione, mai distribuita per il mercato Home Video in alcun formato, fu il risultato di un diverso montaggio per la messa in onda televisiva (andato in onda sulle reti RAI, Fininvest nonché su varie emittenti TV via cavo). Il film fu trasmesso, in prima visione TV, lunedì 8 dicembre 1986, alle 20.30, su Canale 5.
Nel 2006 è uscita un'edizione in DVD con una nuova versione estesa del film, più lunga di 18 minuti per presentare un maggiore sviluppo del personaggio di Astriaha. Nel marzo 2015 il film è tornato nei cinema italiani grazie alla Lucky Red, che ha distribuito una versione restaurata della commedia.

## Accoglienza

### Incassi
Il film, l'unico realizzato in coppia dai due autori, ha avuto un incasso pari a 15 miliardi di lire ed è stato il maggior successo italiano della stagione 1984-85 oltre che il secondo in assoluto dopo Ghostbusters.

### Critica
Il film ricevette critiche miste, che mettevano in discussione in particolare la regia e la sceneggiatura, pur lodando l'interpretazione dei due protagonisti. Nonostante questo, il film ebbe un grandissimo successo di pubblico, e con il tempo è diventato un film culto.
(Francesco Mininni, Magazine italiano TV)
(Laura e Morando Morandini)
(FilmTv.it)
(MYmovies.it)

ANACRONISMA
Si vedono i due protagonisti nella taverna mangiare fagioli ma questi furono introdotti in Europa solo dopo la scoperta delle Americhe  

## Opere derivate
- Dal film fu tratto un romanzo omonimo che racconta le vicende molto similmente al film.

## Riconoscimenti
- 1985 – David di Donatello
  - Candidatura al miglior attore non protagonista a Paolo Bonacelli